# Uszsz asz-Szuha
Uszsz asz-Szuha (arab. عش الشوحة) – wieś w Syrii, w muhafazie Hims. W 2004 roku liczyła 342 mieszkańców.